# Ian Gillan & Tony Iommi: WhoCares
WhoCares – pierwszy, kompilacyjny album brytyjskiej grupy WhoCares. Wydawnictwo zawiera m.in. utwory nigdy wcześniej niewydane, wydane po raz pierwszy na CD oraz kilka zupełnie rzadkich wykonań. Wśród nich znajdują się dwa wydane do tej pory na singlu utwory WhoCare, nigdy nie wydany studyjny jam Deep Purple "Dick Pimple", utwór Repo Depo (zespołu Iana Gillana założonego jeszcze przed Deep Purple, nigdy nie wydany na oficjalnym albumie), dwa niewydane wcześniej utwory Tony’ego Iommi z udziałem Glenna Hughesa.

## Lista utworów

### CD 1
| 1. | WhoCares "Out Of My Mind" feat. Jon Lord, Linde Lindström (HIM), Jason Newsted (Metallica), Nicko McBrain (Iron Maiden) | 5:18  |
|    | |       |
| 2. | Black Sabbath "Zero The Hero"                                                                                           | 7:36  |
|    | |       |
| 3. | Ian Gillan feat. Tony Iommi, Ian Paice i Roger Glover "Trashed"                                                         | 4:04  |
|    | |       |
| 4. | Michalis Rakintzis feat. Ian Gillan "Get Away"                                                                          | 4:44  |
|    | |       |
| 5. | Tony Iommi feat. Glenn Hughes "Slip Away"                                                                               | 5:25  |
|    | |       |
| 6. | Gillan "Don’t Hold Me Back"                                                                                             | 4:38  |
|    | |       |
| 7. | Ian Gillan "She Thinks It’s A Crime"                                                                                    | 3:55  |
|    | |       |
| 8. | Repo Depo feat. Ian Gillan "Easy Come, Easy Go"                                                                         | 4:39  |
|    | |       |
| 9. | Deep Purple feat. Ronnie James Dio "Smoke On The Water" (live z the Royal Philharmonic Orchestra)                       | 6:41  |
|    | |       |
|    | | 47:00 |
|    | |       |

### CD 2
| 1. | WhoCares "Holy Water" feat. Jon Lord, Linde Lindström (HIM), Jason Newsted (Metallica), Nicko McBrain (Iron Maiden) | 7:01  |
|    | |       |
| 2. | Black Sabbath "Anno Mundi"                                                                                          | 6:14  |
|    | |       |
| 3. | Tony Iommi feat. G. Hughes "Let it Down Easy"                                                                       | 4:32  |
|    | |       |
| 4. | Ian Gillan "Hole in My Vest"                                                                                        | 3:39  |
|    | |       |
| 5. | Gillan & Glover feat. Dr. John "Can’t Believe You Wanna Leave me"                                                   | 3:11  |
|    | |       |
| 6. | Ian Gillan & The Javelins "Can I Get A Witness"                                                                     | 3:04  |
|    | |       |
| 7. | Garth Rockett & The Moonshiners aka IG "No Laughing in Heaven"                                                      | 6:06  |
|    | |       |
| 8. | Ian Gillan "When A Blind Man Cries"                                                                                 | 4:35  |
|    | |       |
| 9. | Deep Purple "Dick Pimple"                                                                                           | 10:04 |
|    | |       |
|    | | 48:26 |
|    | |       |